# رائول کوتار
رائول کوتار (انگلیسی: Raoul Coutard; زاده ۱۶ سپتامبر ۱۹۲۴ – درگذشته ۸ نوامبر ۲۰۱۶) فیلم‌بردار، کارگردان فیلم اهل فرانسه بود.
از فیلم‌ها یا برنامه‌های تلویزیونی که وی در آن نقش داشته‌است می‌توان به زد، تحقیر اشاره کرد.

## گزیدهٔ فیلم‌شناسی (به عنوان فیلمبردار)
- ازنفس‌افتاده (۱۹۶۰)
- به پیانیست شلیک کن (۱۹۶۰)
- زن زن است (۱۹۶۱)
- گذران زندگی (۱۹۶۲)
- ژول و جیم (۱۹۶۳)
- سرباز کوچک (۱۹۶۳)
- تحقیر (۱۹۶۳)
- پوست لطیف (۱۹۶۴)
- دسته جداافتاده‌ها (۱۹۶۴)
- آلفاویل (۱۹۶۵)
- پی‌یرو خله (۱۹۶۵)
- چینی (۱۹۶۷)
- تعطیلات آخر هفته (۱۹۶۷)
- زد (۱۹۶۹)
- اعتراف (۱۹۷۰)
- نام کوچک: کارمن (۱۹۸۳)
- پلیس خفته را بیدار نکن (۱۹۸۸)

## فیلم‌شناسی (به عنوان بازیگر)
- تحقیر (۱۹۶۳) در نقش فیلمبردار (نامش در عنوان‌بندی ذکر نشد)
- زد (۱۹۶۹) در نقش جراح انگلیسی (نامش در عنوان‌بندی ذکر نشد) (نقش انتهای فیلم)